# Mastermind (Rick Ross)
Mastermind is het zesde studioalbum van de Amerikaanse rapper Rick Ross. Het album werd op 3 maart 2014 uitgebracht door Maybach Music Group, Slip-n-Slide Records en Def Jam Recordings. Op het album komen gastoptredens voor van: Jay-Z, Young Jeezy, The Weeknd, Kanye West, Big Sean, Meek Mill, Lil Wayne, Frensh Montana, Diddy, Scarface, Sizzla, Mavado en Z-Ro.

## Geschiedenis
In december 2012 kwam er naar voren dat Rick Ross begonnen was aan zijn zesde studioalbum. Op 7 januari 2013 maakte hij bekend dat zijn aankomende album Mastermind zou gaan heten. Op 14 januari 2014 maakte Def Jam bekend dat het album op 4 maart dat jaar zou worden uitgebracht. Uiteindelijk is besloten om het album op 3 maart uit te brengen. 